# Пристли, Дон
Дон Пристли (англ. Don Priestley; род. в 1940 году) — британский разработчик компьютерных игр, который написал ряд игр для ZX81 и ZX Spectrum в период с 1982 по 1989 годы.

## Биография
До 1979 года Дон Пристли был учителем. В 1981 году он со своим сыном записался на курсы по программированию на языке Паскаль в вечерней школе. Хотя его сын бросил данные курсы через месяц, Дон их закончил. Одной из первых его программ была адаптация игры Жизнь, которую он реализовал специально для этого купленного Sinclair ZX81.
Для Дона первой коммерческой игрой стала The Damsel and the Beast, на которую его вдохновила программа Mugwump, опубликованная Bug-Byte. Он её продал Macronics всего за 75 фунтов.
В дальнейшем писал игры в качестве фрилансера, первой из которых была игра Dictator (которую он позже портировал на ZX Spectrum) и Mazogs (которая позже была переписана для ZX Spectrum и вышла под названием Maziacs). Mazogs была первой игрой для домашних компьютеров, где использовались большие динамические спрайты.
Пристли присоединился к dK’tronics в 1982 году в качестве директора, и разработал там ряд игр, например 3D Tanx, о которой хорошо отозвались критики, а сама игры была продана в количестве около 5000 копий за один месяц в течение 15 месяцев, что принесло Пристли большой коммерческий успех. К другим играм в данной компании относится Popeye, выпущенная в 1985-м году, которая получила высокие оценки со стороны критиков за большие и цветные спрайты, которые являются одними из наиболее больших, которые были когда-либо на платформе ZX Spectrum. Данный отличительный стиль графики позже использовался в играх The Trap Door, Flunky и Gregory Loses his Clock, и сам стиль по словам Пристли, появился случайно:
Лицензенты, King Features — изо всех сил старались подчеркнуть то, что любая игра должна включать в себя должные представления о главных героях мультфильмов. Ну, я сел с большой графической сеткой и нарисовал фигуру Попай, которая была в семь знакомест высотой и шесть шириной — что было 42 символа, требуемых для каждого кадра во время движения!
Оригинальный текст (англ.)The licensors, King Features - were at pains to point out that any game had to include fair representations of the central cartoon characters, so I sat down with a large grid and came up with a figure of Popeye which was seven characters high and six wide - 42 characters to move for each frame!Дон Пристли, журнал CRASH, выпуск 34
Особенностью разработки Popeye было то, что люди из King Features ничего не знали о компьютерах (так как занимались мультфильмами). Как следствие, из-за давления Пристли пришлось создавать большие спрайты и решать проблемы, с этим возникающие (как из этого сделать игру, какая она будет, как решить проблемы памяти и скорости, а также наложения графики персонажа и фона).
В конце 1980-х, Пристли почувствовал, что разработка игр уходит от единоличной работы разработчиков, и сдвигается в сторону командной разработки. Эти изменения не подошли к стилю работы Пристли. Он покинул игровую индустрию и вернулся к преподаванию.
Пристли ушел на пенсию раньше положенного законом времени, и отправился в Ирландию жить в сельской местности, вдали от цивилизации.

## Список игр

### Sinclair ZX81
- The Damsel and the Beast (1981, Macronics)
- Sabotage (1982, Macronics)
- City Patrol (1982, Macronics)
- Mazogs (1982, Bug-Byte[англ.])

### ZX Spectrum
- 3D Tanx[англ.] (1982, dK'Tronics)
- Meteoroids (1982, dK’Tronics)
- Dictator (1983, dK’Tronics)
- Maziacs (1983, dK’Tronics)
- Jumbly[англ.] (1983, dK’Tronics)
- Spawn of Evil (1983, dK’Tronics)
- Benny Hill's Madcap Chase[англ.] (1985, dK’Tronics)
- Minder (1985, dK’Tronics)[6][7]
- Popeye (1985, dK’Tronics)
- Trap Door, The[англ.] (1986, Piranha)
- Through the Trap Door (1987, Piranha)
- Flunky[англ.] (1987, Piranha)
- Up for Grabs (1988, Summit Software)
- Gregory Loses His Clock (1989, Mastertronic[англ.])
- Target (1989, Margate Games)